# Ponte Paton
Il ponte Paton (in ucraino Міст Патона?, Mist Patona) attraversa il fiume Dnepr a Kiev e costituisce il primo esempio al mondo di ponte completamente saldato.  

## Origine del nome

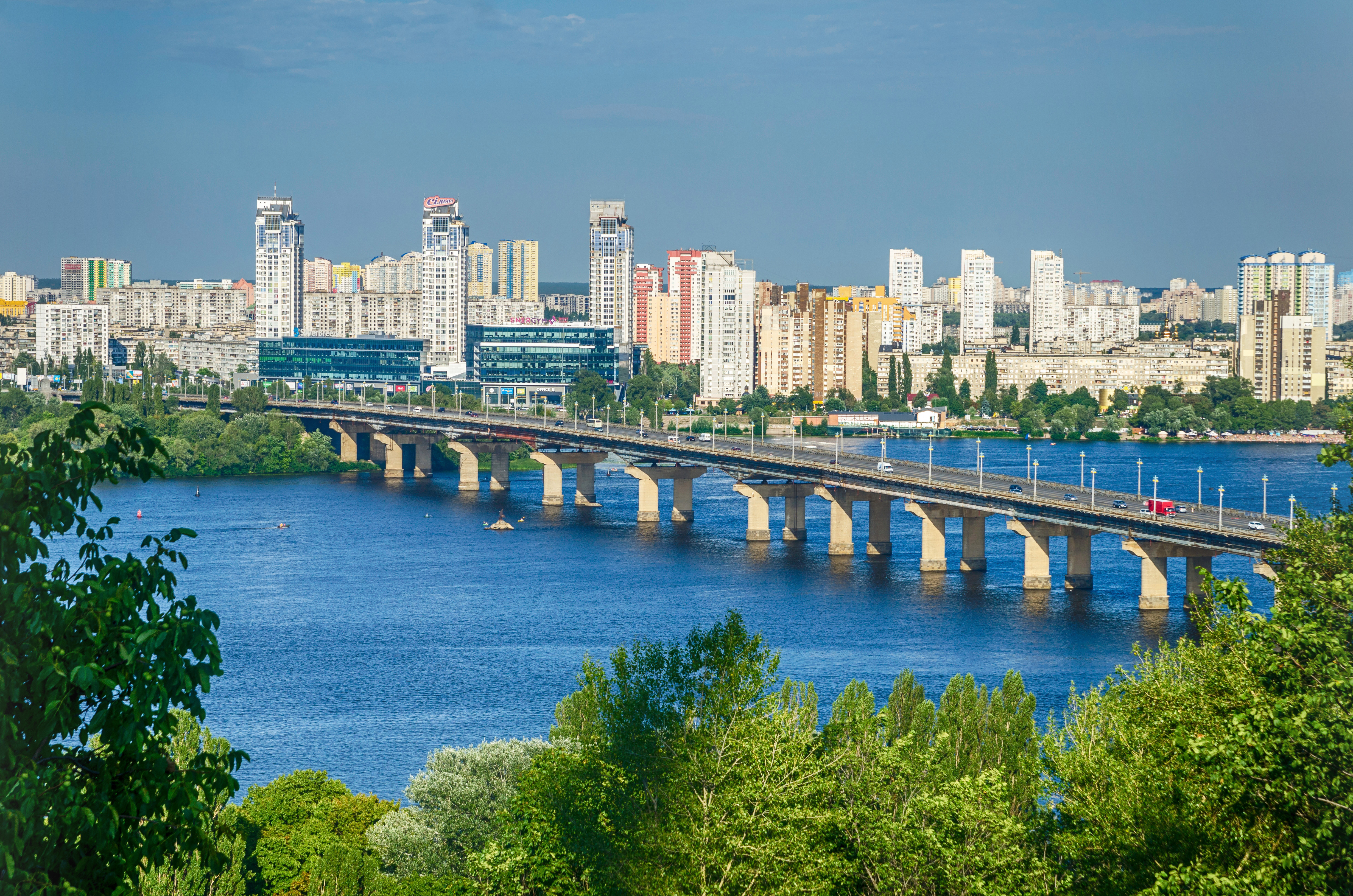
Ponte Paton

Il nome del manufatto è legato a Evgenij Oskarovič Paton, ingegnere ucraino e vicepresidente dell'Accademia delle scienze della Repubblica Socialista Sovietica Ucraina specializzato in saldature e ponti metallici.

## Storia
I lavori preparatori per la costruzione del ponte in acciaio saldato, progettato dall'accedemico ed esperto di saldature metalliche Evgenij Oskarovič Paton, sono iniziati nel giugno 1941 e interrotti durante il periodo bellico. Il manufatto venne ultimato e poi inaugurato il 5 novembre 1953, quattro mesi dopo la morte di Evgenij Paton. Altri ingegneri che presero parte al progetto furono V. Kyrijenko, I. Marakin, V. Novykov, V. Trufjakov e O. Šumyc'kyj con la collaborazione degli architetti  V. Ladnyj, B. Pryjmak e I. Fokičeva.

## Descrizione
Il ponte è formato da 264 strutture modulari identiche di 29 metri di lunghezza saldate assieme. Il peso totale dell'intera struttura è di oltre 10.000 tonnellate. Accanto alle corsie per mezzi su gomma vi sono binari per il tram.